# توماس تسیگلر
توماس تسیگلر (انگلیسی: Thomas Ziegler؛ زادهٔ ۲۴ نوامبر ۱۹۸۰) دوچرخه‌سوار اهل آلمان است.